# Gertrude de Bavière
Titre
Reine consort de Danemark
12 mai 1182 – 1er juillet 1197
(15 ans, 1 mois et 19 jours)
Gertrude, née vers 1154 et morte le 1er juillet 1197, est une princesse de la maison Welf, fille de Henri le Lion et de Clémence de Zähringen. Elle fut en 1166/1177 duchesse de Souabe puis reine consort de Danemark, épouse du roi Knut VI, de 1182 jusqu'à sa mort. 

## Biographie
Née vers 1154, Gertrude est la fille de Henri le Lion (mort en 1195), duc de Saxe depuis 1142 et également duc de Bavière à partir de 1156, et de sa première épouse, Clémence (morte vers 1167 ou 1173), fille du duc Conrad Ier de Zähringen. 
Elle épouse en premières noces en 1166 le duc Frédéric IV de Souabe. Ce qui avait été scellé au Hoftag d'Ulm convoqué par l'empereur Frédéric Barberousse fait partie des négociations engagées entre les dynasties ennemies de Welf et de Hohenstaufen (guelfes et gibelins). L'année suivante, toutefois, Frédéric IV a accompagné son cousin l'empereur en campagne vers l'Italie où il fait partie des nombreuses victimes au sein de l'armée impériale qui succombent d'une affection après l'occupation de Rome.
Veuve, Gertrude était fiancée à Knut VI, fils du roi Valdemar Ier de Danemark. Le mariage a eu lieu vers 1177, au temps où son mari était gouverneur en Scanie. Knut succède à son père comme roi de Danemark en 1182. La seconde union de Gertrude reste également stérile – selon le chroniqueur Arnold de Lübeck, le couple vit dans la chasteté. 
Elle meurt sans héritier en 1197 et fut enterrée dans l'abbaye prémontrée de Væ en Scanie (aujourd'hui une partie de Kristianstad en Suède), fondée par l'archevêque Eskil de Lund vers 1160. Ce monastère a été détruit par un incendie en 1213.